# Spicks & Specks
Spicks & Specks släpptes i november 1966 på skivbolaget Spin och var den brittisk-australiensiska popgruppen Bee Gees andra album utgivet i Australien.
Efter ett antal floppar med tidigare utgivna singlar började ledningen på Festival Records tröttna på bröderna Gibb. Tack vare en fan och likaledes musikproducent vid namn Ossie Byrne fick de en möjlighet att utveckla sina musikaliska horisonter med erbjudande om fritt brukande av hans enkla inspelningsstudio, något som Festival Records inte varit särskilt frikostiga med.

## Låtlista
Sida 1
1. Monday's Rain
2. How Many Birds
3. Playdown
4. Second Hand People
5. I Don't Know Why I Bother With Myself
6. Big Chance

Sida 2
1. Spicks and Specks
2. Jingle Jangle
3. Tint of Blue
4. Where Are You
5. Born a Man
6. Glass House